# Kavelhirs
Kavelhirs (Setaria viridis) är en gräsart som först beskrevs av Carl von Linné, och fick sitt nu gällande namn av Ambroise Marie François Joseph Palisot de Beauvois. Kavelhirs ingår i släktet kolvhirser, och familjen gräs. Inga underarter finns listade i Catalogue of Life.

## Bildgalleri

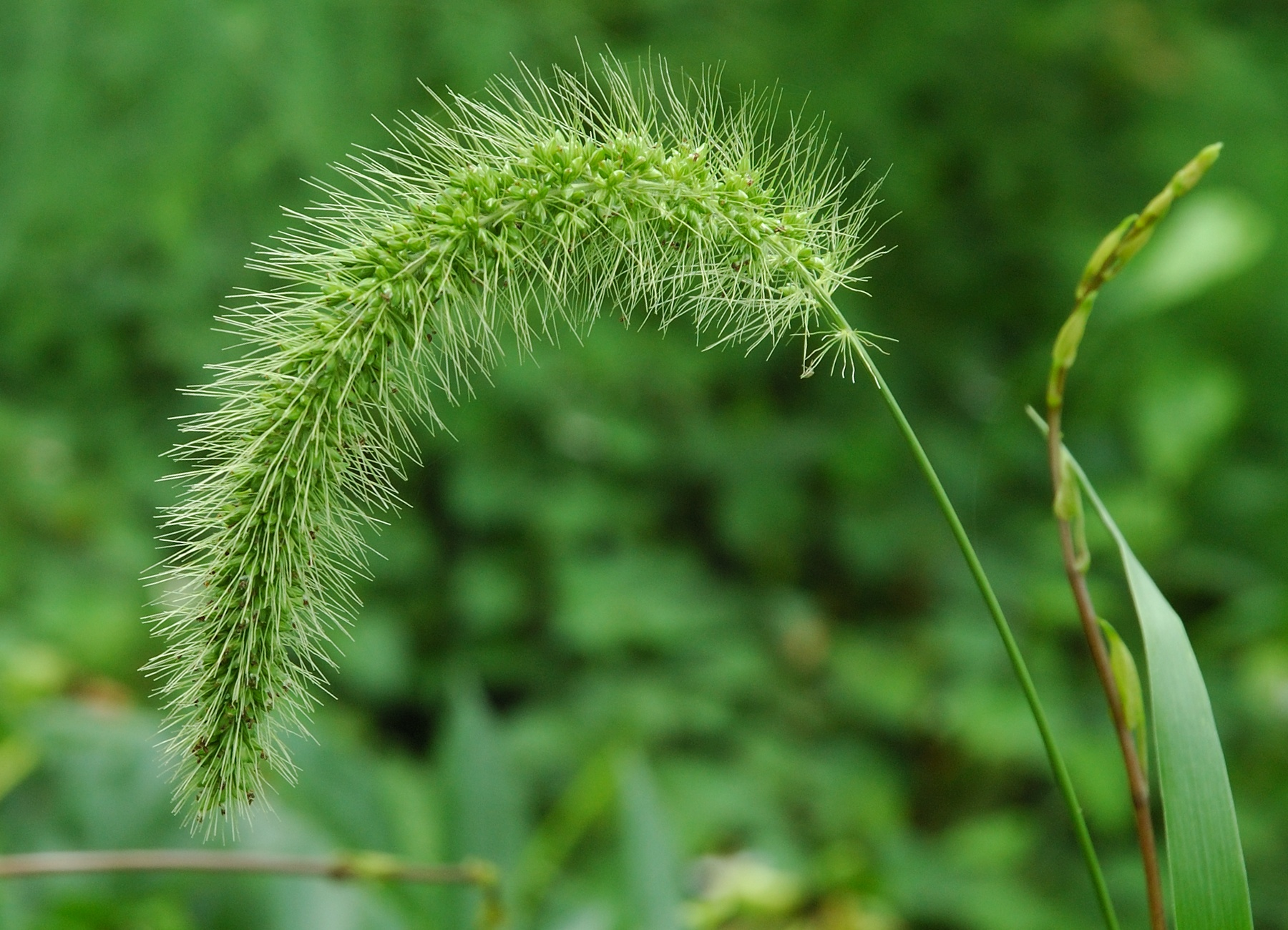
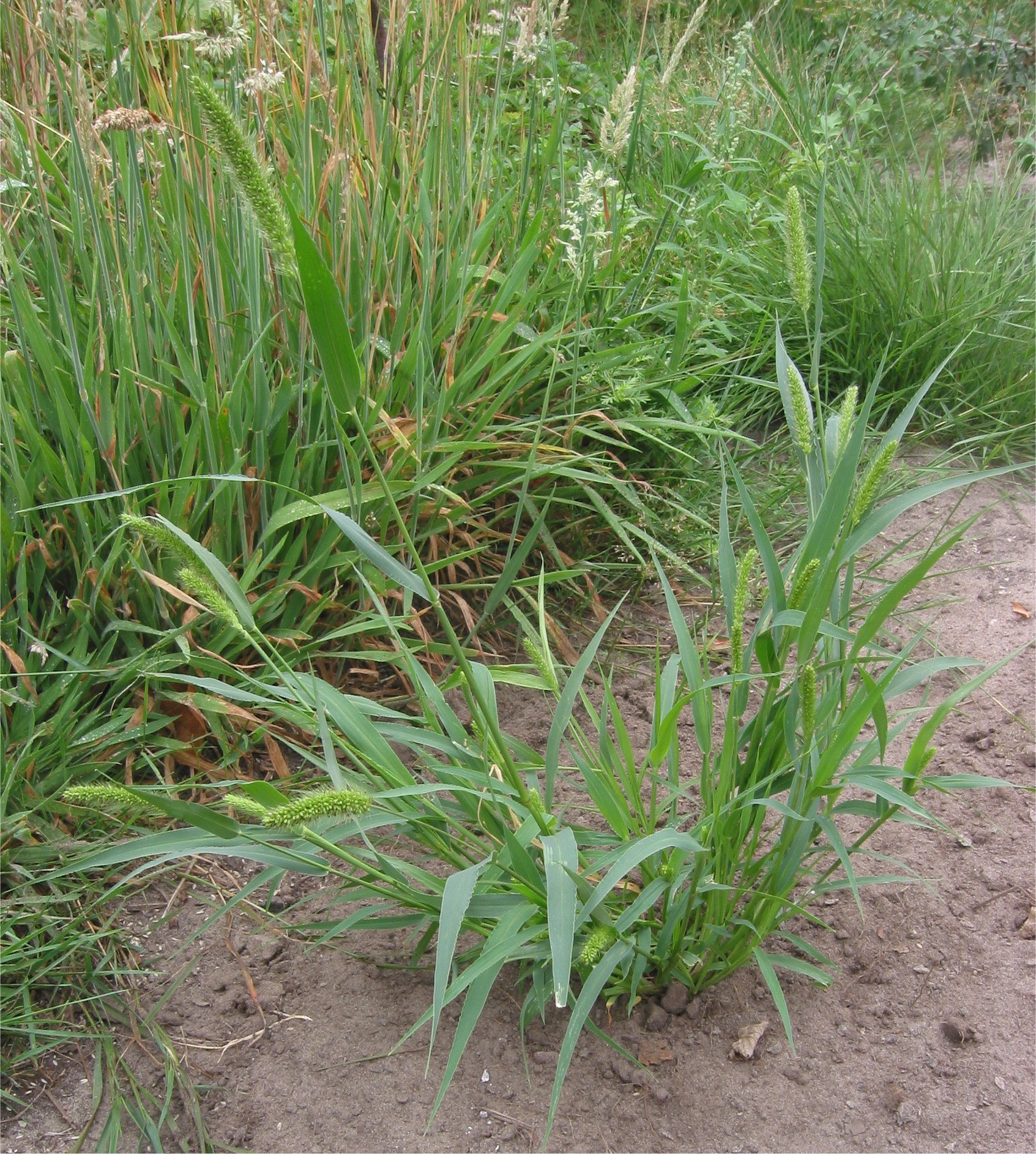
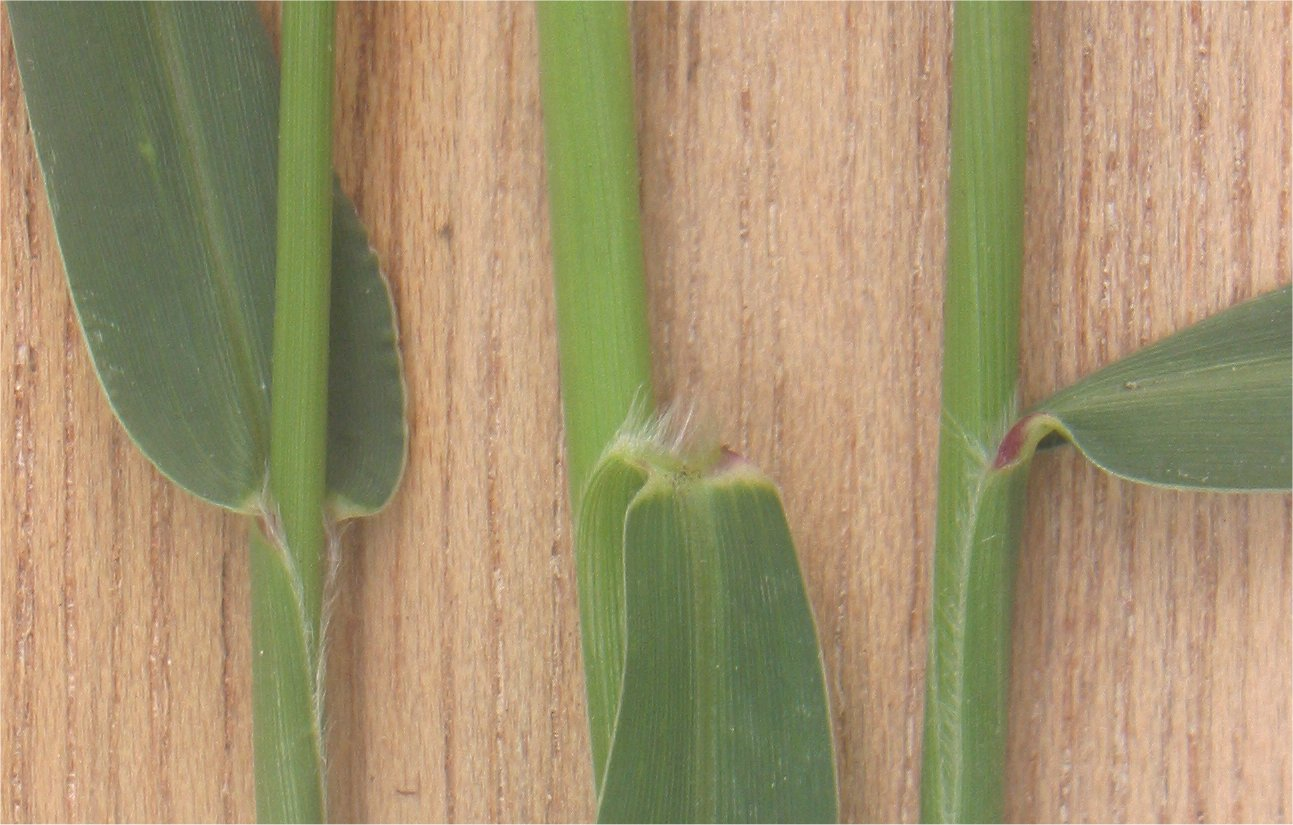
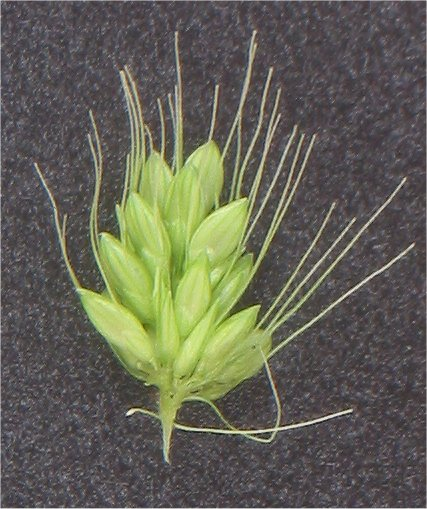
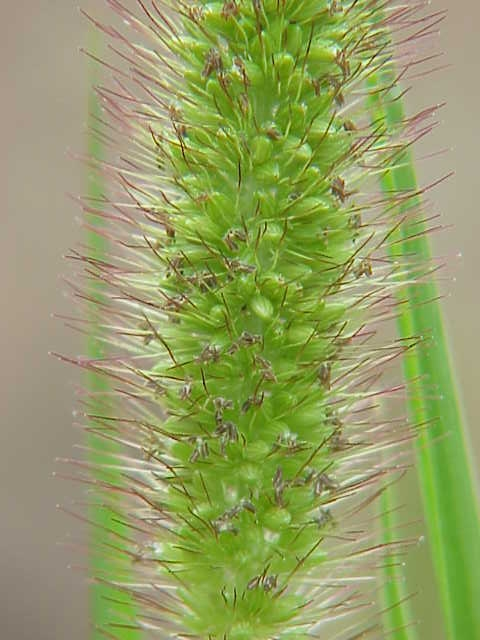
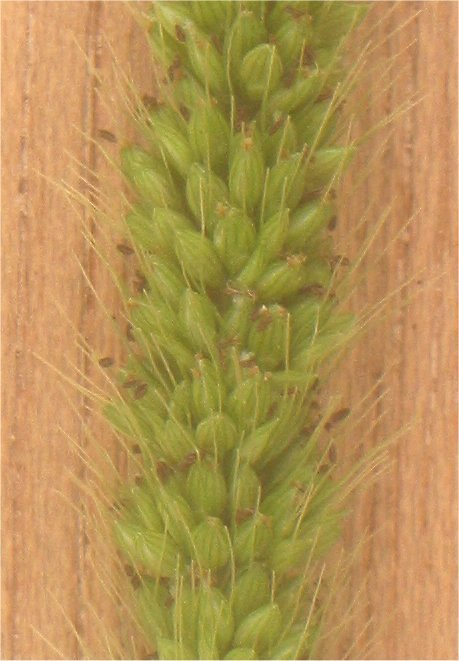